# NGC 291
NGC 291 là một thiên hà xoắn ốc có rào chắn trong chòm sao Kình Ngư. Nó được phát hiện vào ngày 27 tháng 9 năm 1864 bởi Albert Marth.